# Station Pruszcz Pomorski
Station Pruszcz Pomorski is een spoorwegstation in de Poolse plaats Pruszcz.